# Nannospalax
Nannospalax is een geslacht van zoogdieren uit de familie Spalacidae. De wetenschappelijke naam van het geslacht werd in 1903 gepubliceerd door Theodore Sherman Palmer.

## Soorten
Er worden 15 soorten in dit geslacht geplaatst:
- Nannospalax bulgaricus Savić & Soldatović, 1984
- Nannospalax cilicicus (Méhelÿ, 1909)
- Nannospalax ehrenbergi (Nehring, 1898) - Ehrenbergs blinde muis
- Nannospalax hellenicus (Méhely, 1909)
- Nannospalax hungaricus (Nehring, 1897)
- Nannospalax insularis (O. Thomas, 1917)
- Nannospalax leucodon (Nordmann, 1840) -Westelijke blindmuis
- Nannospalax montanoserbicus (Savić & Soldatović, 1974)
- Nannospalax montanosyrmiensis (Savić & Soldatović, 1974)
- Nannospalax monticola (Nehring, 1898)
- Nannospalax nehringi (Satunin, 1898)
- Nannospalax serbicus (Méhely, 1909)
- Nannospalax tuncelicus (Coşkun, 1996)
- Nannospalax turcicus (Méhely, 1909)
- Nannospalax xanthodon (Nordmann, 1840)